# Swob Sjaarda
Swob Sjaarda (1435-1520) est une noble néerlandaise, fille de Douwe Tjaerts Aylva et Sjaarda Edwert et, en 1455, mariée à Jarich Epes Hottinga.
En 1475, elle est veuve avec la responsabilité d'un château. C'est une période de conflits entre les différents clans nobles aux Pays-Bas bourguignons, et son château a été assiégé par Skerne Wybe en 1481. Selon la légende, elle a pris en otage Wybe en brisant sa parole, après quoi elle l'a échangé contre son frère Tjaard Grioestera.

## Postérité
Son acte en 1481 fait d'elle une métaphore de la trahison aux Pays-Bas : l'expression Swob est devenue une façon de dire que quelqu'un n'a pas été digne de confiance.
C'est l'une des 1001 femmes incluses dans la compilation de femmes néerlandaises célèbres, 1001 Vrouwen uit de Nederlandse geschiedenis (2013).